# Augustinern 10 (Quedlinburg)

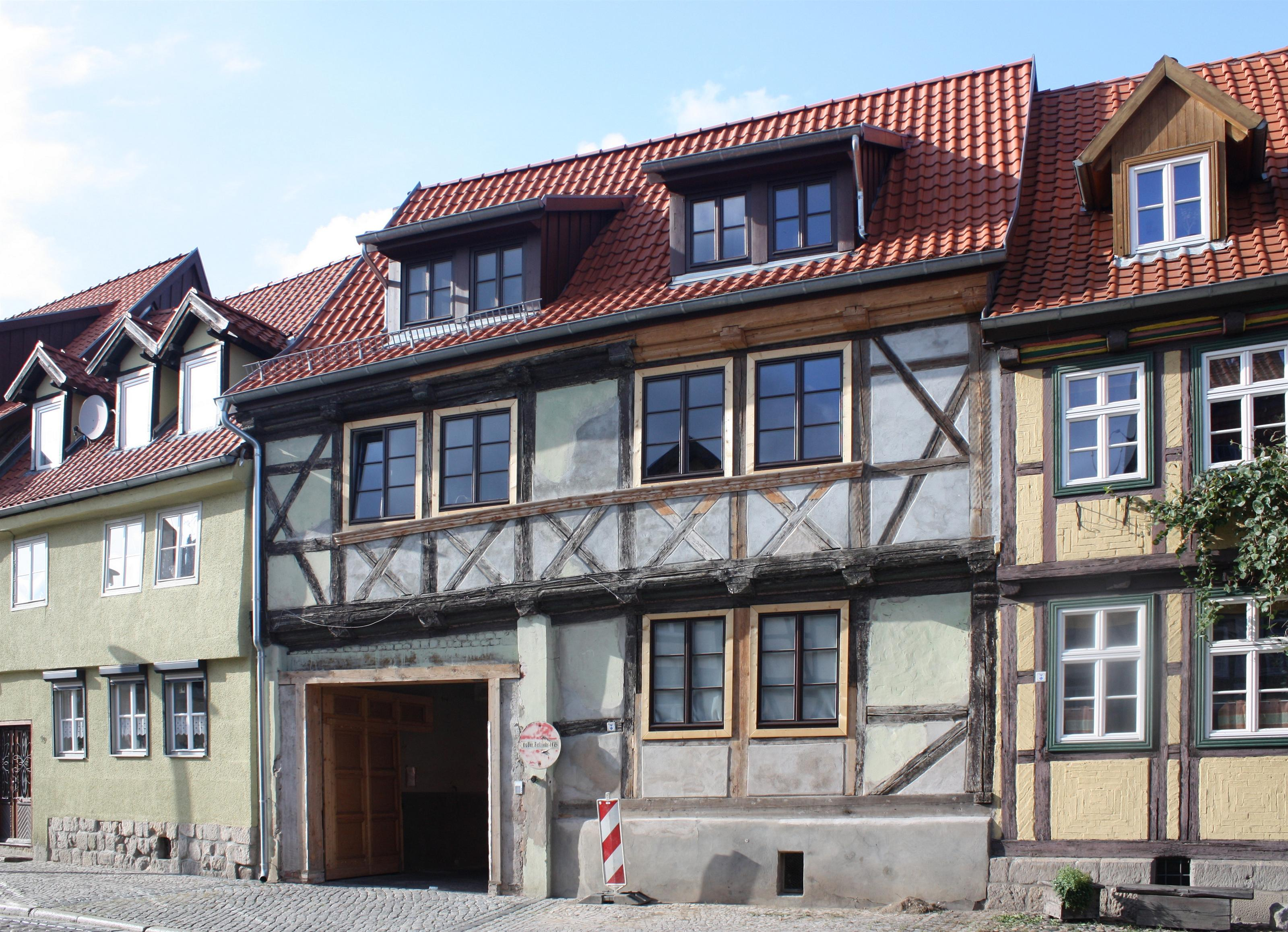
Haus Augustinern 10

Das Haus Augustinern 10 ist ein denkmalgeschütztes Gebäude in der Stadt Quedlinburg in Sachsen-Anhalt.
Es befindet sich im nördlichen Teil der historischen Quedlinburger Neustadt und gehört zum UNESCO-Weltkulturerbe. Im Quedlinburger Denkmalverzeichnis ist es als Ackerbürgerhaus eingetragen. Östlich grenzt Haus Augustinern 11 an.

## Architektur und Geschichte
Das zweigeschossige Fachwerkhaus entstand in der Zeit um 1680. Die Fassade des Gebäudes weist die Fachwerkform des Halben Manns auf. Darüber hinaus finden sich auch Andreaskreuze und profilierte Füllhölzer. An der Stockschwelle sind Schiffskehlen und Pyramidenbalkenköpfen als Verzierungen angebracht.